# Mörkrets vänstra hand
Mörkrets vänstra hand är en science fictionroman från 1969, skriven av Ursula K. Le Guin. Den har kallats en feministisk klassiker, och undersöker vad som händer när könet inte längre definierar människan.  
Romanen blev mycket populär, den vann Nebulapriset 1969 och Hugopriset 1970, och etablerade Le Guin som en viktig science fictionförfattare.
En svensk översättning utkom 1975.

## Handling
Mörkrets vänstra hand utspelar sig i den Hain-cykel som författarinnan återvänder till i ett stort antal noveller och romaner.
Historien utspelar sig på istidsplaneten Gethen, eller Vinter, där etnologen Genly Ai befinner sig på ett uppdrag för den interplanetära, FN-liknande organisationen "Ekumenen". För Genly Ai är Gethens invånare mycket främmande. De är nämligen androgyna. Större delen av sitt liv lever de som könlösa, vare sig män eller kvinnor, utan helt enkelt människor, utan sexuella frustrationer och förbindelser. De har istället sexuellt aktiva perioder, kemmer, när de kan bli antingen män eller kvinnor, för att sedan återgå till sitt könlösa tillstånd när perioden är över. Det är om Genlys försök att förstå såväl det politiska maktspelet som hela denna främmande kultur boken handlar, hur han måste riva sina egna barriärer och pröva sina egna fördomar.

## Kemmer
Kemmer inträffar bara under två till fem dygn under en 26 till 28 dygn lång cykel. Det är normalt att samma individ kan växla mellan manliga och kvinnliga roller under sina olika kemmerperioder, och alltså både bli far och mor. Anmärkningsvärt är att Le Guin beskrev den sexuella föreningen under kemmer som (nästan) uteslutande heterosexuell, något som hon senare beklagat. 

## Anknytning till Haincykeln
I flera andra romaner i Hain-cykeln, som Exilplaneten och Illusionernas stad, antyds det att de olika, mänskliga varelserna, inklusive de på Jorden, skulle kunna vara följden av genetiska experiment från Hainfolkets sida (Hain är den planet som, enligt Haincykelns alternativa verklighet, mänskligheten uppstod på. Ursula Le Guin ville emellertid inte beskriva romanerna som en del i någon egentlig cykel, men medgav att det fanns ett visst, tydligt samband mellan dem ["some clear connections among them"]). Det är emellertid först i denna roman som denna möjlighet beskrivs mer än som bara antydningar.